# Oberschömbach
Oberschömbach is een plaats in de Duitse gemeente Hellenthal, deelstaat Noordrijn-Westfalen, en telt 113 inwoners (2006).